# Федеральная пассажирская компания
Федера́льная пассажи́рская компа́ния (ФПК) — российская компания, дочерняя компания ОАО «РЖД», занимающееся перевозкой пассажиров и грузобагажа железнодорожным транспортом в дальнем сообщении. Главный офис (контора) в Москве. Полное наименование — акционерное общество «Федеральная пассажирская компания».

## История
Компания ведет самостоятельную хозяйственную деятельность с 1 апреля 2010 года. ФПК создана на основе имущественного комплекса, входившего в состав Федеральной пассажирской дирекции — филиала ОАО «РЖД».
Федеральной пассажирской компании переданы в собственность пассажирские вагоны, принадлежавшие ОАО «РЖД». Услуги локомотивной тяги и диспетчеризации по-прежнему предоставляются РЖД (в его собственности остались пассажирские и грузопассажирские локомотивы, а также обслуживающие их депо и локомотиворемонтные заводы).

## Структура
В структуру АО «Федеральная пассажирская компания», по состоянию на 07.11.2021 входят:
- главное управление;
- 10 филиалов[3]

| Филиал             | Город управления | Вагонные участки (депо), входящие в состав филиала | Железные дороги, на территории которых филиал осуществляет свою деятельность |
| ------------------ | ---------------- | --- | ---------------------------------------------------------------------------- |
| Северо-Западный    | Санкт-Петербург  | Архангельск, Вологда, Иваново, Калининград, Котлас, Кострома, Москва, Мурманск, Петрозаводск, Санкт-Петербург-Пассажирский-Московский, Санкт-Петербург-Витебский, Санкт-Петербург-Финляндский, Череповец, Ярославль | Калининградская, Октябрьская, Северная                                       |
| Московский         | Москва           | Брянск, Курск, Москва-Киевская, Москва-Смоленская, Москва-Ярославская, Николаевка, Орёл, Смоленск | Московская                                                                   |
| Горьковский        | Нижний Новгород  | Нижний Новгород-Московский, Ижевск, Казань, Киров | Горьковская                                                                  |
| Северо-Кавказский  | Ростов-на-Дону   | Адлер, Грозный, Махачкала, Минеральные Воды, Новороссийск, Ростов | Северо-Кавказская                                                            |
| Приволжский        | Саратов          | Белгород, Волгоград, Воронеж, Саратов | Приволжская, Юго-Восточная                                                   |
| Куйбышевский       | Самара           | Самара, Ульяновск, Пенза, Саранск, Уфа | Куйбышевская                                                                 |
| Уральский          | Екатеринбург     | Екатеринбург, Оренбург, Орск, Пермь, Петропавловск, Тюмень, Челябинск | Свердловская, Южно-Уральская                                                 |
| Западно-Сибирский  | Новосибирск      | Барнаул, Кемерово, Новокузнецк, Новосибирск, Томск, Омск | Западно-Сибирская                                                            |
| Восточно-Сибирский | Иркутск          | Иркутск, Красноярск, Северобайкальск, Чита | Восточно-Сибирская, Забайкальская, Красноярская                              |
| Дальневосточный    | Хабаровск        | Владивосток, Комсомольск-на-Амуре, Нерюнгри, Тында, Хабаровск, Южно-Сахалинск | Дальневосточная                                                              |

## Собственники и руководство
Учредителями компании стали:
- ОАО «РЖД» — 100 % минус одна акция,
- АНО «Центр Желдорреформа» — одна акция.[7]

24 декабря 2010 года одна акция, принадлежащая АНО «Центр Желдорреформа», была продана ОАО «Баминвест».
Генеральный директор — Пястолов Владимир Геннадьевич (с октября 2020 года).

## Деятельность
Компания ведет такую деятельность:

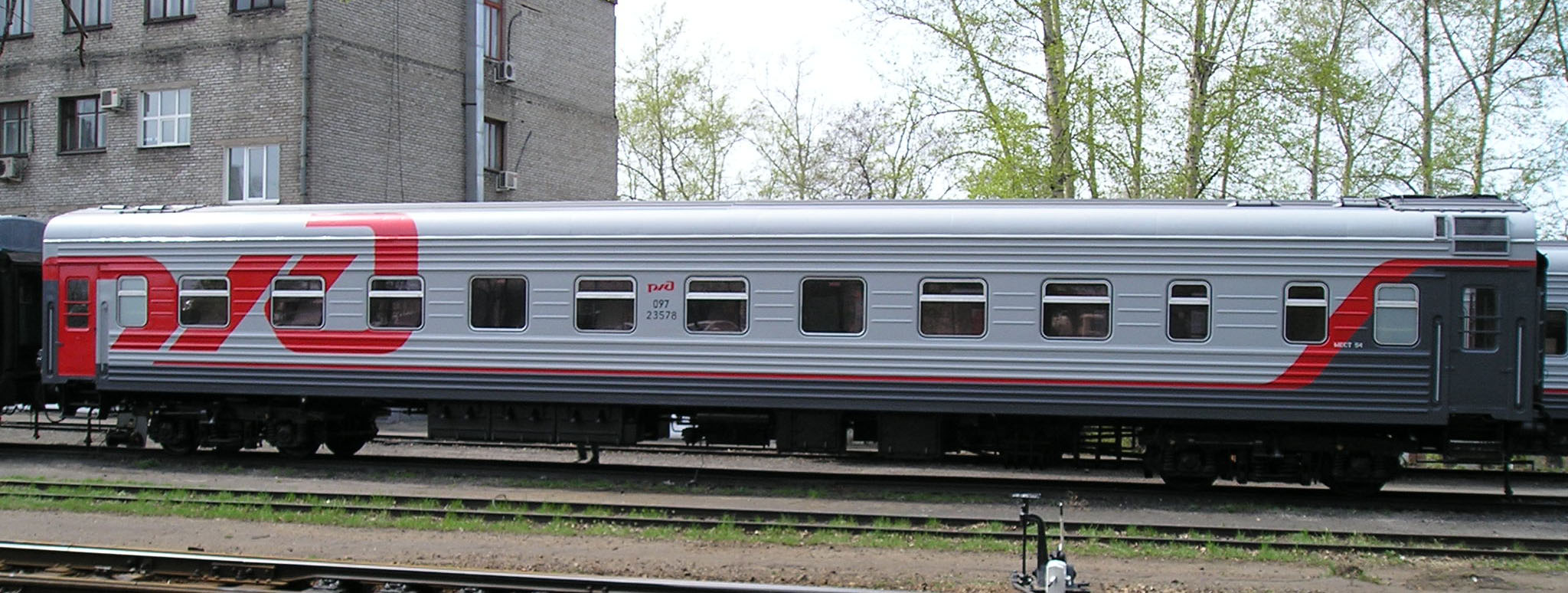
Вагон, оформленный в новом фирменном стиле ОАО «РЖД»

- перевозку пассажиров в дальнем следовании во внутригосударственном сообщении в регулируемом и дерегулируемом сегменте[9];
- перевозку пассажиров в дальнем следовании в межгосударственном сообщении;
- перевозку багажа и грузобагажа в дальнем следовании;
- обслуживание пассажиров;
- техническое обслуживание и ремонт подвижного состава;
- прочие виды деятельности.

На подавляющем большинстве направлений дальних пассажирских перевозок на внутренних маршрутах в России ФПК является монополистом. Также в мае 2011 года ФАС признала ОАО «ФПК» нарушившей антимонопольное законодательство при грузобагажных перевозках.
В 2010 году ФПК стало участником СРО «Межрегиональное объединение организаций железнодорожного строительства». Единовременный взнос в компенсационный фонд составил 300 тыс. рублей.

### Показатели деятельности
Уставный капитал составляет 148 млрд рублей (31.12.2012).
В 2010 году (с апреля) выручка составила 136,1 млрд рублей, в том числе 116,9 млрд от пассажирских перевозок, 19,2 млрд — «прочих продаж». Субсидии из бюджета составили 26,7 млрд рублей.

### Рейтинговые оценки
В 2017 году рейтинговое агентство АКРА присвоило  ПАО «ФПК» рейтинговую оценку AA+(RU) со стабильным прогнозом. Рейтинг ежегодно подтверждается (2018-2014).

### Структура
15 региональных филиалов, 96 структурных подразделений (38 пассажирских вагонных депо, 36 вагонных участков, 15 железнодорожных агентств, 2 дирекции багажных перевозок, 4 дирекции по организации питания) и 3 дочерние компании (ООО «НТС», ООО «РЖД Тур», ОАО «ФПК-Логистика»).
Подвижной состав: около 24 000 пассажирских вагонов.
В 2010 ФПК арендовало локомотивы вместе с локомотивными бригадами у ОАО «РЖД» за 3,05 млрд рублей в месяц (без НДС).
В период с 2018 до 2025 год ФПК закупит 5000 новых пассажирских вагонов.

### «Единый» билет в Крым
1 мая 2014 года было открыто смешанное сообщение с городами Крымского федерального округа с использованием железнодорожного, автомобильного и морского транспорта. Для совершения поездки необходимо оформить в кассах ОАО «РЖД» или на сайте РЖД так называемый «единый» билет: проездной документ на поезд дальнего следования + талон на оказание услуги по перевозке в смешанном сообщении. Перевозки в смешанном сообщении осуществляются в курортный сезон.
АО «ФПК» является перевозчиком по маршруту следования железнодорожным транспортом.
Оформление «единого» билета начинается за 45 суток до даты отправления поезда, оформление посадочного талона заканчивается за 24 часа до начала перевозки в смешанном сообщении (автобус+паром). 
С открытием автомобильной части Крымского моста в мае 2018 года продажа посадочных талонов на паром была прекращена в связи с организацией прямого автобусного сообщения по мосту. С открытием железнодорожной части Крымского моста курсирование по Единому билету было прекращено, направление было передано «Гранд Сервис Экспрессу».